# Fantasy Filmfest 1990
Das 4. Fantasy Filmfest (1990) fand in der Zeit vom Mittwoch, dem 14. März, bis Sonntag, dem 18. März 1990, im Metropolis Kino am Dammtor, im Alabama Kino und in der Markthalle in Hamburg, sowie auch vom Freitag, dem 14. September, bis Sonntag, dem 23. September 1990, im CINEMA-Filmtheater in München statt. Erstmals kamen die Festivalstädte Berlin (vom Mittwoch, dem 14. November, bis Sonntag, dem 18. November 1990) und Köln (Datum unbekannt) hinzu. Es bot eine Zusammenstellung von Klassikern aus den verschiedenen Genres des phantastischen Films sowie Welturaufführungen und Produktionen in deutscher Erstaufführung.

## Liste der gezeigten Filme
| Originaltitel                                                                 | Deutscher Titel | Land                    | Jahr | Regisseur                | Hamburg | München | Berlin | Köln | Sparte                   |
| ----------------------------------------------------------------------------- | --- | ----------------------- | ---- | ------------------------ | ------- | ------- | ------ | ---- | ------------------------ |
| The 3 Worlds of Gulliver                                                      | Herr der drei Welten | USA                     | 1960 | Jack Sher                | X       | -       | -      | -    | Ray Harryhausen          |
| Adrénaline                                                                    | -- | Frankreich              | 1990 | Diverse                  | X       | X       | -      | -    | Die Filme                |
| Apprentice to Murder                                                          | Die Nacht der Dämonen | USA                     | 1989 | Ralph L. Thomas          | X       | X       | -      | -    | Die Filme                |
| Bad Taste                                                                     | -- | Neuseeland              | 1987 | Peter Jackson            | X       | -       | X      | X    | Die Filme                |
| Basket Case                                                                   | Basket Case – Der unheimliche Zwilling | USA                     | 1982 | Frank Henenlotter        | X       | X       | -      | -    | Die Filme                |
| Basket Case 2                                                                 | -- | USA                     | 1990 | Frank Henenlotter        | X       | -       | -      | -    | Die Filme                |
| Blue Steel                                                                    | -- | USA                     | 1990 | Kathryn Bigelow          | X       | -       | -      | -    | Psycho-Thriller & Killer |
| Blue Velvet                                                                   | -- | USA                     | 1986 | David Lynch              | X       | X       | -      | -    | Die Filme                |
| The Bogus Man                                                                 | -- | USA                     | 1980 | Nick Zedd                | X       | -       | -      | -    | Cinema of Transgression  |
| Bride of Re-Animator                                                          | -- | USA                     | 1989 | Brian Yuzna              | X       | X       | X      | X    | Überraschungsfilm        |
| A Bucket of Blood                                                             | Das Vermächtnis des Professor Bondi | USA                     | 1965 | Roger Corman             | X       | X       | -      | -    | Die Filme                |
| Captain Kronos – Vampire Hunter                                               | Captain Kronos – Vampirjäger | Großbritannien          | 1974 | Brian Clemens            | X       | X       | -      | X    | Gothic – Erotic          |
| 倩女幽魂 (Sien nui yau wan)                                                   | A Chinese Ghost Story | Hongkong                | 1987 | Ching Siu-Tung           | X       | X       | X      | -    | Die Filme                |
| Danza macabra                                                                 | Castle of Blood | Italien                 | 1963 | Anthony Dawson           | X       | X       | -      | -    | Die Filme                |
| Class of 1999                                                                 | Die Klasse von 1999 | USA                     | 1990 | Mark L. Lester           | X       | X       | -      | -    | Die Filme                |
| Communion                                                                     | Die Besucher | USA                     | 1989 | Philippe Mora            | X       | X       | -      | -    | Die Filme                |
| Darkman                                                                       | -- | USA                     | 1990 | Sam Raimi                | X       | X       | -      | -    | Die Filme                |
| Day of the Dead                                                               | Zombie 2 – Das letzte Kapitel | USA                     | 1985 | George A. Romero         | X       | -       | -      | -    | Die Filme                |
| Def by Temptation                                                             | Def by Temptation - Vampire in New York | USA                     | 1990 | James Bond III           | X       | X       | -      | -    | Die Filme                |
| Don’t Look Now                                                                | Wenn die Gondeln Trauer tragen | Italien, Großbritannien | 1973 | Nicolas Roeg             | X       | -       | -      | -    | Hexen, Hexen             |
| Dr. Jekyll and Sister Hyde                                                    | Dr. Jekyll und Sister Hyde | Großbritannien          | 1971 | Roy Ward Baker           | X       | -       | -      | -    | Gothic – Erotic          |
| Dr. Mabuse, der Spieler, 1. Teil: Der große Spieler – Ein Bild der Zeit       | -- | Deutschland             | 1922 | Fritz Lang               | X       | X       | -      | -    | Die Filme                |
| Dr. Mabuse, der Spieler 2. Teil: Inferno, ein Spiel von Menschen unserer Zeit | -- | Deutschland             | 1922 | Fritz Lang               | X       | X       | -      | -    | Die Filme                |
| Dreamscape                                                                    | Dreamscape – Höllische Träume | USA                     | 1984 | Joseph Ruben             | X       | -       | -      | -    | Die Filme                |
| Dune                                                                          | Der Wüstenplanet | USA                     | 1984 | David Lynch              | X       | X       | -      | -    | Die Filme                |
| The Elephant Man                                                              | Der Elefantenmensch | USA                     | 1980 | David Lynch              | X       | X       | -      | -    | Die Filme                |
| Elvira: Mistress of the Dark                                                  | Elvira – Herrscherin der Dunkelheit | USA                     | 1988 | James Signorelli         | X       | X       | -      | -    | Die Filme                |
| Eraserhead                                                                    | -- | USA                     | 1977 | David Lynch              | X       | X       | -      | -    | Die Filme                |
| The Exorcist III                                                              | Der Exorzist III | USA                     | 1990 | William Peter Blatty     | X       | X       | -      | -    | Die Filme                |
| First Men in the Moon                                                         | Die erste Fahrt zum Mond | Großbritannien          | 1964 | Nathan Juran             | X       | -       | -      | -    | Ray Harryhausen          |
| Frankenhooker                                                                 | -- | USA                     | 1990 | Frank Henenlotter        | X       | X       | -      | -    | Die Filme                |
| Frankenstein and the Monster from Hell                                        | Frankensteins Höllenmonster | Großbritannien          | 1974 | Terence Fisher           | X       | X       | -      | -    | Die Filme                |
| Frankenstein Meets the Wolf Man                                               | Frankenstein trifft den Wolfsmenschen | USA                     | 1943 | Roy William Neill        | X       | -       | -      | -    | Universal Classics       |
| Freaks                                                                        | -- | USA                     | 1932 | Tod Browning             | X       | X       | -      | -    | Die Filme                |
| Gandahar                                                                      | -- | Frankreich              | 1987 | René Laloux              | X       | -       | -      | -    | Die Filme                |
| The Gate II: Trespassers                                                      | Gate II – Das Tor zur Hölle | USA                     | 1990 | Tibor Takács             | X       | X       | -      | -    | Die Filme                |
| Geek Maggot Bingo or the Freak from Suckweasel Mountain                       | Geek Maggot Bingo | USA                     | 1983 | Nick Zedd                | X       | -       | -      | -    | Cinema of Transgression  |
| It Came from Outer Space                                                      | Gefahr aus dem Weltall | USA                     | 1953 | Jack Arnold              | X       | X       | -      | -    | Die Filme                |
| The Guardian                                                                  | Das Kindermädchen | USA                     | 1990 | William Friedkin         | X       | X       | -      | -    | Die Filme                |
| Hardware                                                                      | M.A.R.K. 13 – Hardware | Großbritannien          | 1990 | Richard Stanley          | X       | X       | -      | -    | Eröffnungsfilm           |
| Hellbound: Hellraiser II                                                      | Hellbound - Hellraiser II | USA                     | 1988 | Tony Randel              | X       | X       | X      | -    | Die Filme                |
| Henry: Portrait of a Serial Killer                                            | -- | USA                     | 1986 | John McNaughton          | X       | X       | -      | -    | Psycho-Thriller & Killer |
| It Came from Beneath the Sea                                                  | Das Grauen aus der Tiefe | USA                     | 1955 | Robert Gordon            | X       | -       | -      | -    | Ray Harryhausen          |
| King of New York                                                              | King of New York – König zwischen Tag und Nacht                                                                                                | USA, Italien            | 1990 | Abel Ferrara             | X       | X       | -      | -    | Die Filme                |
| Leatherface: Texas Chainsaw Massacre III                                      | -- | USA                     | 1990 | Jeff Burr                | X       | -       | -      | -    | Die Filme                |
| Little Monsters                                                               | Kleine Monster | USA                     | 1989 | Richard Greenberg        | X       | -       | -      | -    | Die Filme                |
| Lord of the Flies                                                             | Herr der Fliegen | USA                     | 1990 | Harry Hook               | X       | -       | -      | -    | Überraschungsfilm        |
| Love at Stake                                                                 | Verhext nochmal! | USA                     | 1987 | John Moffitt             | X       | X       | -      | -    | Die Filme                |
| Maniac Cop 2                                                                  | -- | USA                     | 1990 | William Lustig           | X       | X       | -      | -    | Psycho-Thriller & Killer |
| Marquis                                                                       | Marquis de Sade | Belgien, Frankreich     | 1989 | Henri Xhonneux           | X       | X       | -      | -    | Die Filme                |
| The Masque of the Red Death                                                   | Die Maske des Roten Todes | USA                     | 1989 | Larry Brand              | X       | -       | -      | -    | Die Filme                |
| Meet the Feebles                                                              | -- | Neuseeland              | 1989 | Peter Jackson            | X       | -       | -      | -    | Die Filme                |
| Mighty Joe Young                                                              | Panik um King Kong | USA                     | 1949 | Ernest B. Schoedsack     | X       | -       | -      | -    | Ray Harryhausen          |
| Mirror Mirror                                                                 | -- | USA                     | 1990 | Marina Sargenti          | X       | X       | -      | -    | Die Filme                |
| Der müde Tod                                                                  | -- | Deutschland             | 1921 | Fritz Lang               | X       | X       | -      | -    | Die Filme                |
| Il mulino delle donne di pietra                                               | Die Mühle der versteinerten Frauen | Italien, Frankreich     | 1960 | Giorgio Ferroni          | X       | X       | -      | -    | Die Filme                |
| Mysterious Island                                                             | Die geheimnisvolle Insel | Großbritannien          | 1961 | Cy Endfield              | X       | -       | -      | -    | Ray Harryhausen          |
| Nightbreed                                                                    | Cabal – Die Brut der Nacht | USA                     | 1990 | Clive Barker             | X       | X       | -      | -    | Die Filme                |
| Stranded                                                                      | Stranded – Gestrandet | USA                     | 1987 | Fleming B. Fuller        | X       | -       | -      | -    | Die Filme                |
| Nosferatu – Eine Symphonie des Grauens                                        | -- | Deutschland             | 1922 | Friedrich Wilhelm Murnau | X       | X       | -      | -    | Die Filme                |
| Watchers II                                                                   | Watchers II – Augen des Terrors | USA                     | 1990 | Thierry Notz             | X       | X       | -      | -    | Die Filme                |
| Paranoiac                                                                     | Haus des Grauens | Großbritannien          | 1963 | Freddie Francis          | X       | X       | X      | X    | Psycho-Thriller & Killer |
| Patrick                                                                       | Patrick's Höllentrip | Australien              | 1978 | Richard Franklin         | X       | -       | -      | -    | Psycho-Thriller & Killer |
| The Phantom of the Opera                                                      | Das Phantom der Oper (1989) | USA                     | 1989 | Dwight H. Little         | X       | -       | -      | -    | Die Filme                |
| War of the Satellites                                                         | Planet der toten Seelen | USA                     | 1958 | Roger Corman             | X       | X       | -      | X    | Die Filme                |
| Police State                                                                  | -- | USA                     | 1987 | Nick Zedd                | X       | -       | -      | -    | Cinema of Transgression  |
| Re-Animator                                                                   | Re-Animator – Der Tod ist erst der Anfang | USA                     | 1985 | Stuart Gordon            | X       | X       | X      | X    | Die Filme                |
| Reflecting Skin                                                               | Schrei in der Stille | USA                     | 1990 | Philip Ridley            | X       | X       | -      | X    | Die Filme                |
| Robinson Crusoe on Mars                                                       | Notlandung im Weltraum (Kinotitel) / Robinson Crusoe auf dem Mars (Fernsehtitel) / Daniel Defoe – Robinson Crusoe auf dem Mars (Blu-ray-Titel) | USA                     | 1964 | Byron Haskin             | X       | X       | -      | -    | Die Filme                |
| Robot Jox                                                                     | Robot Jox – Die Schlacht der Stahlgiganten | USA                     | 1989 | Stuart Gordon            | X       | X       | -      | -    | Die Filme                |
| Santa Sangre                                                                  | -- | Mexico, Italien         | 1989 | Alejandro Jodorowsky     | X       | -       | -      | -    | Die Filme                |
| Creature from the Black Lagoon                                                | Der Schrecken vom Amazonas | USA                     | 1954 | Jack Arnold              | X       | X       | -      | -    | Die Filme                |
| Seconds                                                                       | Der Mann, der zweimal lebte | USA                     | 1966 | John Frankenheimer       | X       | X       | -      | -    | Psycho-Thriller & Killer |
| Shocker                                                                       | -- | USA                     | 1989 | Wes Craven               | X       | -       | -      | -    | Die Filme                |
| Spellbinder                                                                   | Spellbinder – Ein teuflischer Plan | USA                     | 1988 | Janet Greek              | X       | X       | -      | -    | Hexen, Hexen             |
| Split                                                                         | -- | USA                     | 1989 | Chris Shaw               | X       | -       | -      | -    | Die Filme                |
| Spontaneous Combustion                                                        | Fire Syndrome / Feuersyndrom | USA                     | 1990 | Tobe Hooper              | X       | X       | -      | -    | Überraschungsfilm        |
| Stepfather II                                                                 | -- | USA                     | 1989 | Jeff Burr                | X       | X       | -      | -    | Psycho-Thriller & Killer |
| Street Trash                                                                  | -- | USA                     | 1986 | James Michael Muro       | X       | -       | -      | -    | Gore – Night             |
| Sundown - The Vampire in Retreat                                              | Der Tod im Morgengrauen | USA                     | 1988 | Anthony Hickox           | X       | X       | -      | -    | Die Filme                |
| Syngenor                                                                      | Syngenor – Das synthetische Genexperiment | USA                     | 1990 | George Elanjian Jr.      | X       | X       | -      | -    | Die Filme                |
| Targets                                                                       | Bewegliche Ziele | USA                     | 1968 | Peter Bogdanovich        | X       | -       | -      | -    | Die Filme                |
| Das Testament des Dr. Mabuse                                                  | -- | Deutschland             | 1933 | Fritz Lang               | X       | X       | -      | -    | Die Filme                |
| They eat Scum                                                                 | -- | USA                     | 1979 | Nick Zedd                | X       | -       | -      | -    | Cinema of Transgression  |
| Tormented Terror                                                              | Der Turm der schreienden Frauen | USA                     | 1960 | Bert I. Gordon           | X       | X       | -      | -    | Die Filme                |
| Twin Peaks (Pilot)                                                            | Twin Peaks (Pilotfilm zur Serie) | USA                     | 1990 | David Lynch              | X       | X       | -      | -    | Die Filme                |
| The Vampire Lovers                                                            | Gruft der Vampire | Großbritannien          | 1970 | Roy Ward Baker           | X       | X       | -      | -    | Die Filme                |
| Wild at Heart                                                                 | Wild at Heart – Die Geschichte von Sailor und Lula                                                                                             | USA                     | 1990 | David Lynch              | X       | X       | -      | -    | Die Filme                |
| The Witches                                                                   | Der Teufel tanzt um Mitternacht | Großbritannien          | 1966 | Cyril Frankel            | X       | -       | -      | -    | Hexen, Hexen             |
| The Witches                                                                   | Hexen hexen | Großbritannien          | 1990 | Nicolas Roeg             | X       | -       | -      | -    | Eröffnungsfilm           |